# Cleroclytus banghaasi
Cleroclytus banghaasi är en skalbaggsart som först beskrevs av Edmund Reitter 1895.  Cleroclytus banghaasi ingår i släktet Cleroclytus och familjen långhorningar.
Artens utbredningsområde är Pakistan. Inga underarter finns listade i Catalogue of Life.